# Platz der Freundschaft (Duschanbe)
Der Platz der Freundschaft ist ein zentraler Platz in Duschanbe, der Hauptstadt Tadschikistans.

## Anlage
Der Platz entstand in den 1930er-Jahren durch eine Ansammlung von Gebäuden und wurde in den 1940er-Jahren ausgebaut. Im damals sowjetischen Tadschikistan wurde der Platz Lenin gewidmet und nach ihm benannt. Mit der Unabhängigkeit Tadschikistans begann eine große Umgestaltung des Platzes und der umliegenden Gebiete. 1991 wurde der Platz erst in Ozodi-Platz umbenannt, was auf Deutsch Platz der Freiheit bedeutet. In den folgenden Jahren entstanden Gebäude mit nationaler Bedeutung wie das Ismail-Somoni-Denkmal, das an den Emir der Samaniden erinnert, die Unabhängigkeitssäule, die anlässlich des 20-jährigen Jubiläums des unabhängigen Tadschikistans errichtet wurde, und der Palast der Nationen, der seit seiner Fertigstellung 2002 neuer Amtssitz des tadschikischen Präsidenten ist. Der großzügige Platz ist mit einer Vielzahl von Springbrunnen geschmückt und auch bei Touristen ein beliebter Anlaufpunkt.

## Nutzung
Als zentraler Platz der Hauptstadt ist der Platz der Freundschaft Schauplatz vieler Ereignisse. Auf Grund der Nähe zum Amtssitz des Präsidenten wurde der Platz auch bei zahlreichen Staatsbesuchen zum Empfang hochrangiger Gäste genutzt. Rund um Neujahr wird auf dem Platz nach sowjetischer Tradition ein Neujahrsbaum mit einer Höhe von bis zu 28 Metern errichtet. Außerdem wird der Platz für Militärparaden genutzt, beispielsweise beim 20. Jubiläum der Unabhängigkeit, als mehr als 10.000 Soldaten an einer großangelegten Parade auf dem Platz der Freundschaft teilnahmen.

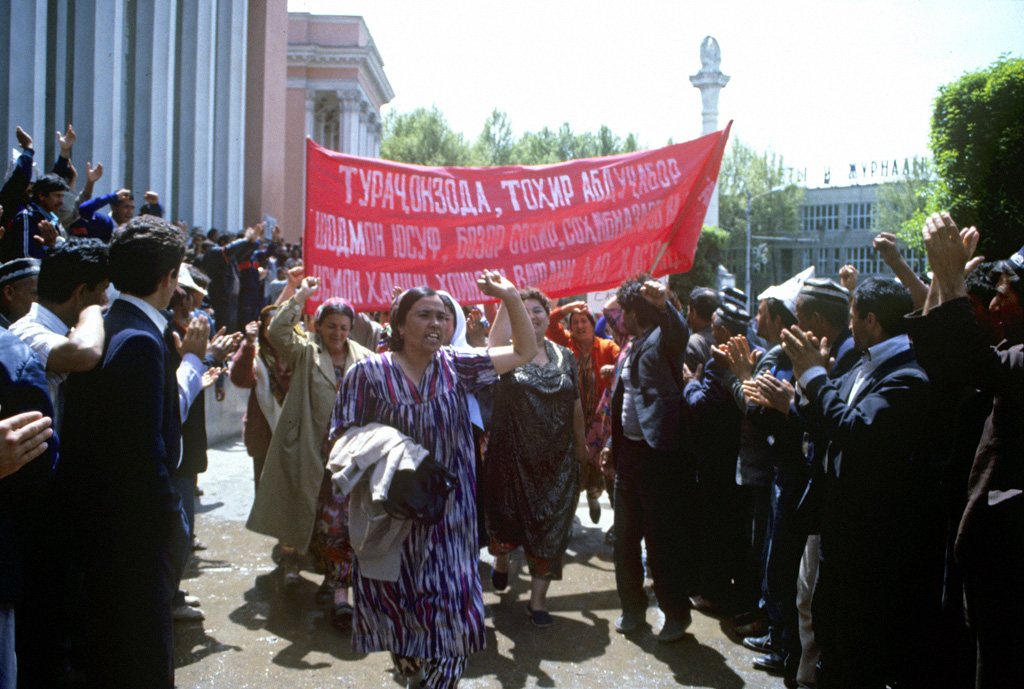
Proteste auf dem Platz der Freundschaft zu Beginn des tadschikischen Bürgerkriegs

Auch politisch spielt der Platz eine zentrale Rolle für Tadschikistan, da er immer wieder für Demonstrationen und Proteste genutzt wurde. Unter anderem während des Tadschikischen Bürgerkriegs versammelten sich immer wieder Anhänger der beteiligten Parteien zu Protestaktionen.